# Annette Menting
Annette Menting (* 23. Februar 1965 in Dorsten) ist eine deutsche Architektin, Architekturhistorikerin und Hochschullehrerin.

## Leben
Nach dem Abitur studierte Annette Menting an der Universität der Künste Berlin Architektur und schloss das Studium 1991 mit der Diplom-Hauptprüfung ab. Nach mehrjähriger Tätigkeit im Architekturbüro Hinrich Baller mit Schwerpunkt auf dem Sozialen Wohnungsbau war sie fünf Jahre wissenschaftliche Mitarbeiterin am Fachbereich Architektur der Technischen Universität Berlin und promovierte mit einer Dissertation über den Architekten Paul Baumgarten. Anschließend arbeitete sie als Architektin im Büro Gerkan, Marg und Partner und übernahm nach einem Wettbewerbserfolg 1998 die Projektleitung für die Modernisierung und Sanierung des Berliner Olympiastadions.
Ihre architekturhistorische Publikation über den Architekten Max Taut wurde mit einem Habilitandenstipendium der Deutschen Forschungsgemeinschaft gefördert und erschien im Jahr 2003 als erste umfassende Dokumentation zu Taut.
Im Jahr 2000 wurde Annette Menting als Professorin für Baugeschichte und Baukultur an die Hochschule für Technik, Wirtschaft und Kultur Leipzig berufen. In den folgenden Jahren baute sie die von Ingeborg Flagge begründete Veranstaltungsreihe Positionen zu einem  Forum aus, an dem Architekten, Wissenschaftler und Künstler teilnahmen, darunter Volkwin Marg, Max Dudler, Zvi Hecker und Mischa Kuball.
Als Architekturkritikerin verfasste Annette Menting Beiträge zur Entwicklung in der jüngeren Architekturgeschichte und der zeitgenössischen Architektur.
Annette Menting ist Mitglied im Bund Deutscher Architektinnen und Architekten (BDA), Mitglied des Arbeitskreises für Theorie und Lehre der Denkmalpflege, Vorstandsmitglied der Leipziger Kulturstiftung und Kuratoriumsmitglied der Leipziger Denkmalstiftung, Gründungsmitglied des Netzwerks Baukultur Leipzig und wirkte als Jurymitglied bei Architektenwettbewerben mit.

## Veröffentlichungen

### Monographien
- Paul Baumgarten – Schaffen aus dem Charakter der Zeit. Gebr. Mann Verlag, Berlin 1998.
- Max Taut – Das Gesamtwerk. Deutsche Verlags-Anstalt, München 2003.
- Schulz & Schulz Architektur. Verlag Niggli, Zürich 2011.

### Herausgeberschaften und Artikel (Auswahl)
- Swinging Fifties auf wilhelminischen Fundamenten. Beitrag in: 50 Jahre Konzertsaal der Universität der Künste 1954-2004. Hrsg. von der UdK Berlin. Berlin 2004.
- Leipziger Marktszenen: Vom Umgang mit der Nachkriegsmoderne in Leipzig. Beitrag in: Tradition und Zukunft der Moderne. Hrsg. von der Sächsischen Akademie der Künste. Dresden 2005.
- Im Zeichen des Aufstiegs zur Tuchstadt – Bauten für Finsterwalde von Max Taut.  In: Horizonte. Kulturlandschaft Brandenburg 2006 – Baukultur, Hrsg. von der Landesregierung Potsdam. Potsdam 2006.
- Bowling together! Bowlingtreff Leipzig – Eine Spielstätte auf Zeit. Leipzig: Poetenladen Verlag 2007.
- … bauen mit Steinen, die man hat. Herausgeberschaft mit Wolfgang Hocquél, Leipzig: Passage Verlag 2008.
- Le Arch Zwanzig 12, 20 Jahre Architektur HTWK Leipzig. Leipzig: edition kultur druck 2012.
- Neuanfänge und Kontinuitäten in Leipzig um 1989 – Beiträge von Dietmar Fischer zu Architektur und Stadtgestaltung. In: Kunst und Architektur in Mitteldeutschland. Leipzig 2012.